# عقاب بازية إفريقية
العُقاب البازية الإفريقية (الاسم العلمي: Aquila spilogaster) هو طائر جارح كبير. مثل سائر العِقْبان، فهي تنتمي إلى الفصيلة البازية. تشير الساقين المكسوتين بالريش لهذا النوع إلى أنه عضو في فُصَيلة العقبان المسرولة. تتكاثر العقاب البازية الإفريقية في المناطق الاستوائية بإفريقيا جنوب الصحراء الكبرى. وهو طائر يعيش في الغابات المتنوعة، بما في ذلك مناطق السافانا والتلال ولكنه يميل إلى التواجد في الغابات التي تكون عادة جافة. تميل هذه الأنواع إلى الندرة في المناطق التي لا يوجد فيها نوع موئلها المفضل. يبني هذا النوع عشًا من العصي يبلغ طوله قرابة 1 م في شجرة كبيرة. تتكون الحَضْنَة عمومًا من بيضة أو بيضتين. العقاب البازية الإفريقية قوية البنية وتصطاد الثدييات والطيور الصغيرة والمتوسطة الحجم في الغالب، وأحيانًا تأخذ الزواحف والفرائس الأخرى أيضًا. صوتها هو "كلوو كلوو كلوو" صاخب. يُعتبر العقاب البازية الإفريقية من الأنواع المستقرة إلى حد ما، وهو من الأنواع غير المهددة وفقًا للاتحاد الدولي لحفظ الطبيعة.

## حالة الحفظ
يتمتع العُقاب البازي الإفريقي بانتشار واسع ويُعتبر نوعًا شائعًا نسبيًا. لم تُحدد تهديدات محددة، ولكن يُعتقد أن أعداده تتناقص ببطء. قيّم الاتحاد الدولي لحفظ الطبيعة حالته بأنها "أقل إثارة للقلق". قدّرت منظمة جمعية الطيور العالمية عدد الطيور البالغة بنحو 100,000 طائر، إلا أن البيانات الداعمة لذلك ضعيفة. في مقاطعة ترانسفال السابقة بجنوب أفريقيا، قُدّر عدد الأزواج بحوالي 1,600 زوج، بينما في منطقة جنوب أفريقيا قُدّر العدد الإجمالي بحوالي 7,000 زوج. أشارت دراسة أُجريت عام 2006 إلى أن العُقاب البازي الإفريقي، إلى جانب أنواع أخرى من الطيور الجارحة، قد شهدت انخفاضًا كبيرًا خارج المناطق المحمية في غرب أفريقيا، ويبدو أنها تستقر فقط بفضل جهود المتنزهات الوطنية. عند مقارنة الأعداد من عام 2003 إلى 2004 مع الأعداد من عام 1969 إلى عام 1973 في غرب أفريقيا، تبيّن أن الأعداد انخفضت حتى في المناطق المحمية. كما تم اكتشاف اتجاهات سلبية عامة لأعداد السكان في جنوب أفريقيا. على الرغم من الادعاءات بأن الانخفاض في ملاوي يرجع إلى اضطهاد العُقاب البازي الإفريقي باعتباره لصًا للدواجن، فمن المرجح أن السبب الأقوى هو التدمير الشامل للغابات. الانخفاضات قوية بما يكفي في جنوب أفريقيا بحيث يُعتقد أن النوع قد انقرض كمتكاثر في إسواتيني.
1. ↑  BirdLife International (2016). "Aquila spilogaster". IUCN Red List of Threatened Species. 2016: e.T22696084A93543538. doi:10.2305/IUCN.UK.2016-3.RLTS.T22696084A93543538.en. Retrieved 12 November 2021. "نسخة مؤرشفة". مؤرشف من الأصل في 2025-02-20. اطلع عليه بتاريخ 2023-11-09.{{استشهاد ويب}}:  صيانة الاستشهاد: BOT: original URL status unknown (link)
2. ↑  Tarboton، WR؛ Allan، D.G. (1984). "The status and conservation of birds of prey in the Transvaal". Transvaal Museum Monographs. ج. 3 ع. 1.
3. ↑  Simmons, R.E. "Aquila spilogastra" (PDF). Atlas of Southern African Birds. مؤرشف من الأصل (PDF) في 2022-10-20. اطلع عليه بتاريخ 2016-11-02.
4. ↑  Rondeau, G., & Thiollay, J. M. (2004).
5. 1 2
6. ↑  Dowsett-Lemaire, F. & Dowsett, R. J. (2006).
7. ↑  Monadjem, A., & Rasmussen, M. W. (2008).
8. ↑  Monadjem, A. (2003).